# Libkova Voda
Libkova Voda (německy Libekswasser, v letech 1869–1910 pod názvem Lipková Voda) je obec v okrese Pelhřimov v Kraji Vysočina. Žije zde 274 obyvatel.

## Historie
První písemná zmínka o obci pochází z roku 1352 a její název pochází z vlastního jména Lubek (Libek), které je doloženo již roku 1186, a podle vody (potoka), na němž obec později ležela. Osud vesnice byl vždy spjat s panstvím – dvorem. Kdo byl majitelem panství, byl i majitelem celé vesnice, a to až do zrušení roboty.
Vesnice Libkova Voda nebyla od svého vzniku až do 19. století samostatným panstvím (až na několik málo výjimek). Od roku 1355 do roku 1584 patřila vesnice k panství božejovskému. Od tohoto roku pak patřila k panství hornocerekvickému.
Od božejovského panství byla vesnice oddělena roku 1810, kdy ji koupil Leopold Srnka, který ji v roce 1816 spojil s velkostatkem Vlásenice-Drbohlavy. Po jeho smrti obě panství vystřídala mnoho majitelů; posledním vlastníkem byl Eduard Slavík, jenž libkovodský statek vlastnil od roku 1936 až do jeho zestátnění v roce 1949.

## Obyvatelstvo
| Rok            | 1869 | 1880 | 1890 | 1900 | 1910 | 1921 | 1930 | 1950 | 1961 | 1970 | 1980 | 1991 | 2001 | 2011 | 2021 |
| -------------- | ---- | ---- | ---- | ---- | ---- | ---- | ---- | ---- | ---- | ---- | ---- | ---- | ---- | ---- | ---- |
| Počet obyvatel | 459  | 456  | 509  | 491  | 467  | 440  | 388  | 304  | 304  | 261  | 226  | 187  | 188  | 223  | 258  |
| Počet domů     | 56   | 59   | 62   | 64   | 63   | 67   | 69   | 66   | 65   | 61   | 56   | 48   | 68   | 87   | 93   |

## Obecní správa
Mezi lety 1869–1979 Libkova Voda byla obcí v okrese Pelhřimov. Od 1. ledna 1980 do 23. listopadu 1990 patřila jako čast města k Pelhřimovu a od 24. listopadu 1990 je opět samostatnou obcí. Od 1. července 1975 do 31. prosince 1979 k obci patřila Čelistná.

### Obecní symboly
Znak a vlajka byly obci uděleny rozhodnutím předsedy Poslanecké sněmovny Parlamentu České republiky dne 8. listopadu 2016.

## Pamětihodnosti
- Zámek Libkova Voda – Jak se uvádí, dnes klasicistní zámek byl vystavěn na místě bývalé tvrze – což by svědčilo pro jeho veliké stáří. Ve skutečnosti není vůbec známo, kdy byl zámek postaven, a dokonce ani zda v Libkově Vodě stávala zmiňovaná tvrz – většina majitelů měla svá sídla v jiných panstvích, jiní Libkovu Vodu drželi příliš krátkou dobu na to, aby zde stihli vybudovat tak rozsáhlou stavbu, a první majitel, který by přicházel v úvahu – Leopold Srnka, se do již stojícího zámku nastěhoval. S místním zámkem se pojí také jméno Bedřicha Smetany, který zde ve svých 17 letech právě u Leopolda Srnky pobýval.
- Socha svatého Jana Nepomuckého u zámku
- Kostel svatého Petra a Pavla – Místní kostel byl nejpravděpodobněji založen roku 1340. Po několika požárech byl roku 1873 přestavěn do dnešní konečné barokní podoby. Zařízení je pseudogotické, v sakristii se nachází původní kamenná křtitelnice a ve vybavení kostela se dochovala cínová křtitelnice ze 16. století, gotická monstrance a svícny ze 17. století.
- Boží muka směrem na Ústrašín